# Guifões
Guifões ist eine Kleinstadt östlich der Stadt Matosinhos, im Norden Portugals. Sie war Sitz einer gleichnamigen Gemeinde (Freguesia) im Kreis Matosinhos.

## Geschichte
Funde belegen eine vorgeschichtliche Besiedlung, insbesondere die Ausgrabungen des Castro do Monte Castelo de Guifões, einer befestigten Siedlung der Castrokultur. Aus römischer Zeit ist eine Brücke erhalten geblieben.
Die heutige Ortschaft entstand vermutlich im Verlauf der Reconquista. Erstmals als eigene Gemeinde wurde Guifões in den königlichen Erhebungen von 1258 geführt.
Am 12. Juni 2009 wurde sie zur Kleinstadt (Vila) erhoben.
Zum 29. September 2013 wurde die Gemeinde Guifões im Zuge der administrativen Neuordnung mit den Gemeinden Custóias und Leça do Balio zur neuen Gemeinde União das Freguesias de Custóias, Leça do Balio e Guifões zusammengeschlossen. Hauptsitz der neuen Gemeinde wurde Custóias.

## Bauwerke
- Castro do Monte Castelo de Guifões
- Ponte de Guifões, römische Brücke

## Wirtschaft
Die EMEF, das Instandhaltungsunternehmen der portugiesischen Eisenbahngesellschaft CP, unterhält hier bedeutende Einrichtungen.